# Taqi Arani
 (février 2023).
Si vous disposez d'ouvrages ou d'articles de référence ou si vous connaissez des sites web de qualité traitant du thème abordé ici, merci de compléter l'article en donnant les références utiles à sa vérifiabilité et en les liant à la section « Notes et références ».
Taghi Arani (en persan : تقی ارانی), né le 5 septembre 1903 à Tabriz (Iran) et mort le 4 février 1940 à Téhéran (Iran), est un professeur de chimie et activiste politique iranien.

## Biographie
Il émigre à Téhéran avec sa famille quand il a 4 ans. En 1920, il est diplômé de Dar-ol-Fonoun à Téhéran puis poursuit ses études en sciences chimiques en Allemagne. Après avoir terminé ses études, il revient en Iran en 1928. Lors de ses études en Allemagne, il commence à prendre part à des études politiques. À son retour en Iran, il publie le magazine Donya (Le Monde). Pour la première fois dans l'histoire de la littérature iranienne, il a élaboré un débat scientifique sur des sujets philosophiques et sociales dans Donya. Beaucoup de gens considèrent que Donya est sa contribution la plus dominante. En 1937, lui et 52 autres de ses collègues ont été arrêtés pour activité communiste et il est mort (comme beaucoup le prétendent, tué) en prison en février 1940.
Il était membre du parti Tudeh (parti communiste iranien).